# 第3屆日本電影學院獎
第3回日本電影學院獎于1980年（昭和55年）3月29日进行公布和颁奖仪式。在京王廣場大飯店举行，主持人是山城新伍。

## 最佳影片奖
- 《复仇在我（日语：復讐するは我にあり）》

### 優秀影片奖
- 《啊，野麥峠》
- 《冲动杀人 儿子呵！（日语：衝動殺人 息子よ）》
- 《盗日者（日语：太陽を盗んだ男）》
- 《不再托腮遐思（日语：もう頬づえはつかない）》

## 最佳導演奖
- 今村昌平（《復仇在我》）

### 優秀導演奖
- 神代辰巳（日语：神代辰巳）（《红发女郎（日语：赫い髪の女）》）
- 木下惠介（《冲动杀人 儿子呵！》）
- 長谷川和彥（日语：長谷川和彦）（《盗日者》）
- 山本薩夫（日语：山本薩夫）（《啊，野麥峠》）

## 最佳劇本奖
- 馬場當（《復仇在我》）

### 優秀劇本奖
- 荒井晴彦（日语：荒井晴彦）（《红发女郎》／《神给的孩子》／《82分署 (電影)》）
- 木下惠介／砂田量爾（《冲动杀人 儿子呵！》）
- 新藤兼人（《絞殺》／《信札疑云》）
- 服部佳（日语：服部佳）（《啊，野麥峠》）

## 最佳男主角奖
- 若山富三郎（《冲动杀人 儿子呵！》）

### 優秀男主角奖
- 渥美清（《男人真命苦23 飛翔的寅次郎》／《男人真命苦24 寅次郎春之夢》）
- 緒形拳（《復仇在我》）
- 澤田研二（《盗日者》）
- 松田優作（《甦醒的金狼》）

## 最佳女主角奖
- 桃井薰（《神給的孩子》／《不再托腮遐思》）

### 優秀女主角奖
- 大竹忍（《啊，野麥峠》）
- 高峰秀子（《冲动杀人 儿子呵！》）
- 松坂慶子（《信札疑云》）
- 宮下順子（日语：宮下順子）（《红发女郎》）

## 最佳男配角奖
- 菅原文太（日语：菅原文太）（《盜日者》）

### 優秀男配角奖
- 地井武男（《啊，野麥峠》／《黄金之犬／《貨卡野郎 熱風5公里》）
- 夏木勲（《黄金之犬》／《戰國自衛隊》／《黑暗中的猎人（日语：闇の狩人）》）
- 三國連太郎（《復仇在我》）
- 山崎努（《夜叉池（日语：夜叉ヶ池）》）

## 最佳女配角奖
- 小川眞由美（《信札疑雲》／《復仇在我》）

### 優秀女配角奖
- 倍賞千惠子（《男人真命苦23 飛翔的寅次郎》／《男人真命苦24 寅次郎春之夢》）
- 倍賞美津子（《復仇在我》）
- 原田美枝子（《啊，野麥峠》／《此後的無仁義之戰》）
- 友里千賀子（日语：友里千賀子）（《啊，野麥峠》／《我們的交響樂（日语：俺たちの交響楽）》／《月山》）

## 最佳音樂奖
- 佐藤勝（《啊，野麥峠》／《英靈們的加油歌（日语：英霊たちの応援歌）》／《真田幸村的謀略》／《黑暗中的猎人》）

### 優秀音樂奖
- 芥川也寸志（《信札疑雲》／《日蓮》）
- 池辺晋一郎（日语：池邊晉一郎）（《為人父母》／《復仇在我》）
- 木下忠司（日语：木下忠司）（《冲动杀人 儿子呵！》／《貨卡野郎》系列）
- 冨田勲（《夜叉池》）

## 最佳攝影奖
- 姫田真左久（《復仇在我》）

### 優秀攝影奖
- 岡崎宏三（《冲动杀人 儿子呵！》）
- 川又昂（日语：川又昂）（《信札疑雲》）
- 小林節雄（《啊，野麥峠》）
- 鈴木達夫（日语：鈴木達夫）（《盜日者》）

## 最佳照明奖
- 岩木保夫（《復仇在我》）

### 優秀照明奖
- 佐久間丈彥（《冲动杀人 儿子呵！》）
- 小林松太郎（《信札疑雲》）
- 下村一夫（日语：下村一夫）（《啊，野麥峠》）
- 熊谷秀夫（《盜日者》）

## 最佳美術奖
- 粟津潔（日语：粟津潔）／朝倉攝（日语：朝倉摂）／横山豐（《夜叉池》）

### 優秀美術奖
- 間野重雄（《啊，野麥峠》）
- 佐谷晃能（《處刑遊戲（日语：処刑遊戯）》／《復仇在我》／《甦醒的金狼》）
- 重田重盛（《冲动杀人 儿子呵！》）
- 横尾嘉良（《惡魔吹著笛子來》／《盜日者》）

## 最佳錄音奖
- 渡會伸（日语：渡会伸）（《啊，野麥峠》／《為人父母》）

### 優秀錄音奖
- 橋本文雄（日语：橋本文雄）（《紅髮女郎》／《戰國自衛隊》／《天使的胆量：赤色教室（日语：天使のはらわた 赤い教室）》）
- 平松時夫（《神給的孩子》／《夜叉池》）
- 紅谷愃一（日语：紅谷愃一）（《接近無限透明的藍》（日语：限りなく透明に近いブルー）／《盜日者》）
- 吉田庄太郎（日语：吉田庄太郎）（《復仇在我》）

## 最佳外国作品奖
- 《猎鹿人》

### 優秀外国作品奖
- 《木鞋樹（英语：The Tree of Wooden Clogs）》
- 《流浪艺人》
- 《赤子情（英语：The Champ (1979 film)）》
- 《偉大的星期三（英语：Big Wednesday）》

## 話題獎

### 作品部門
- 銀河鉄道999

### 俳優部門
- 松坂慶子